# Huțani, Botoșani
Huțani este un sat în comuna Vlădeni din județul Botoșani, Moldova, România.
În această localitate se află un pod peste râul Siret ce desparte județele Suceava și Botoșani.

Pe raza acestei localitati, s-a produs la data de 29 iunie 1980 pe DN29 unul dintre cele mai grave accidente rutiere din tara, când un autobuz care circula pe ruta Suceava - Botoșani s-a răsturnat de pe un pod într-o mlaștină adâncă. În urma acestui accident au murit 48 de oameni, restul de 35 de pasageri fiind răniți. 

## Imagini

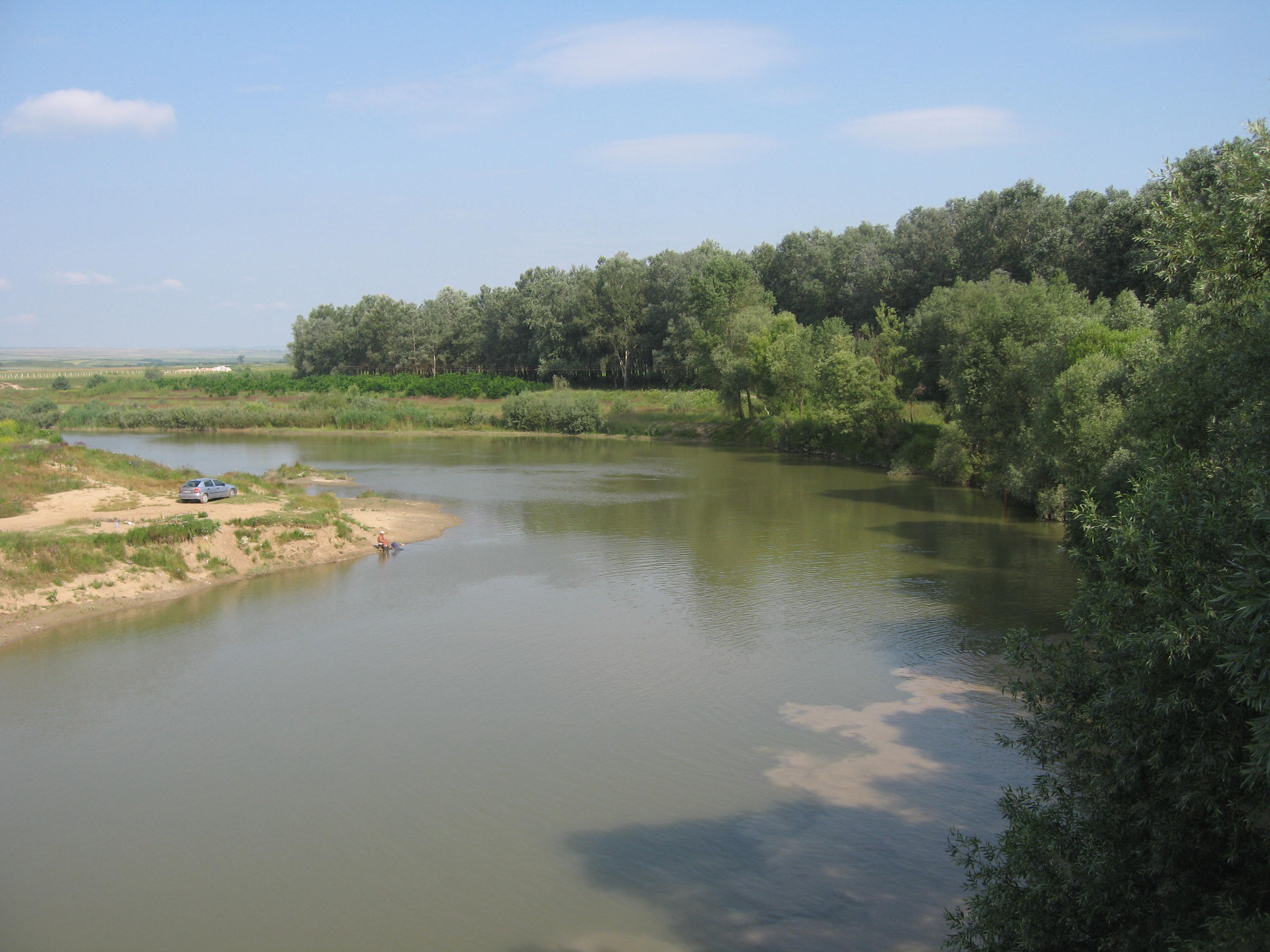
Siretul văzut de pe podul de la Huțani
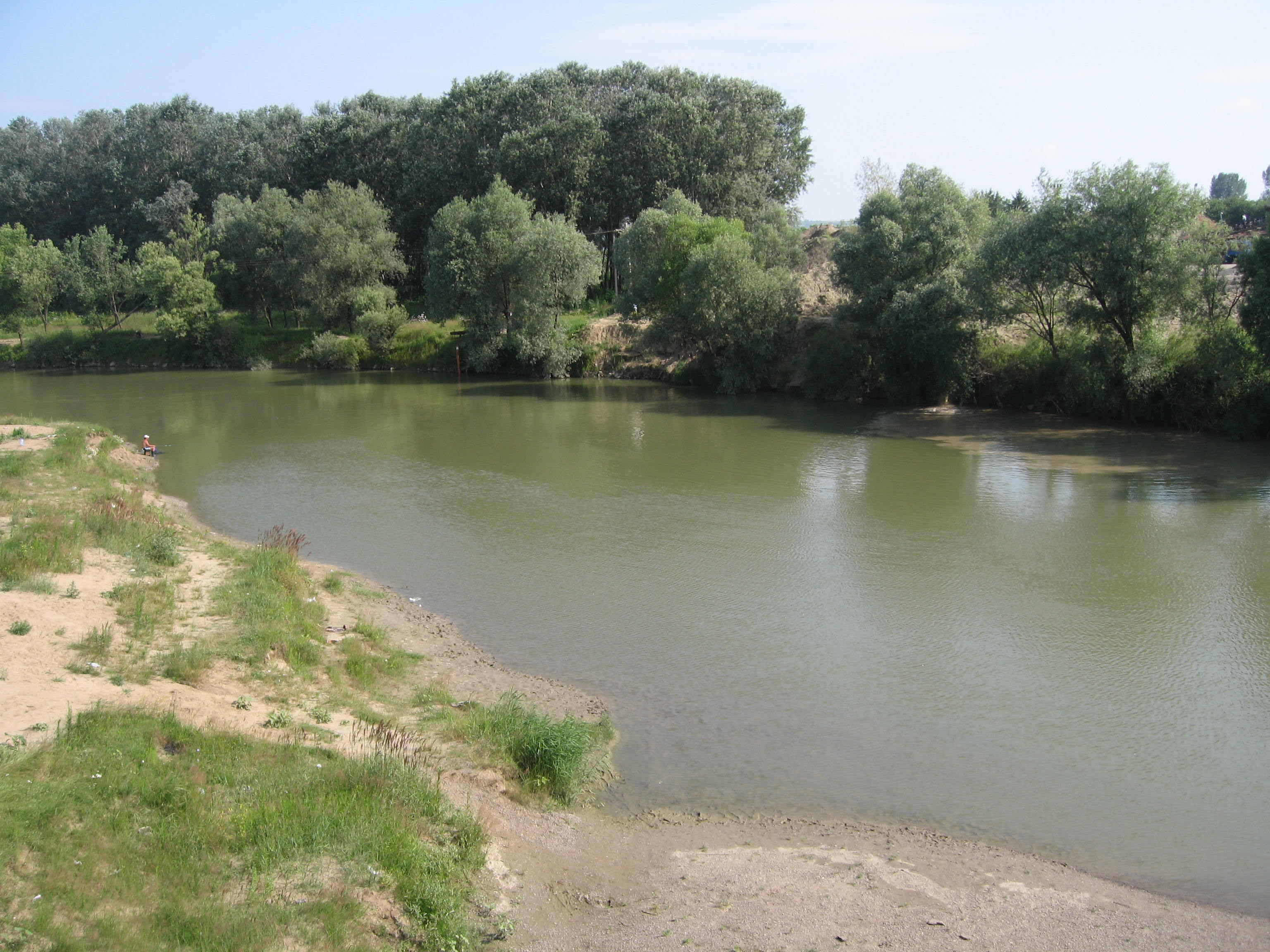
Siretul văzut de pe podul de la Huțani

 Acest articol despre o localitate din județul Botoșani este deocamdată un ciot. Puteți ajuta Wikipedia prin completarea lui.